# أبولو ودافني (برنيني)
أبولو ودافني هو تمثال بالحجم الطبيعي من الرخام الباروكي للفنان الإيطالي جان لورينزو برنيني ، تم تنفيذه بين عامي 1622 و 1625. يقع العمل في معرض بورغيزي في روما ، ويصور ذروة قصة أبولو ودافني (فويبوس ودافني) في كتاب التحولات لأوفيد.